# Colisée Pepsi

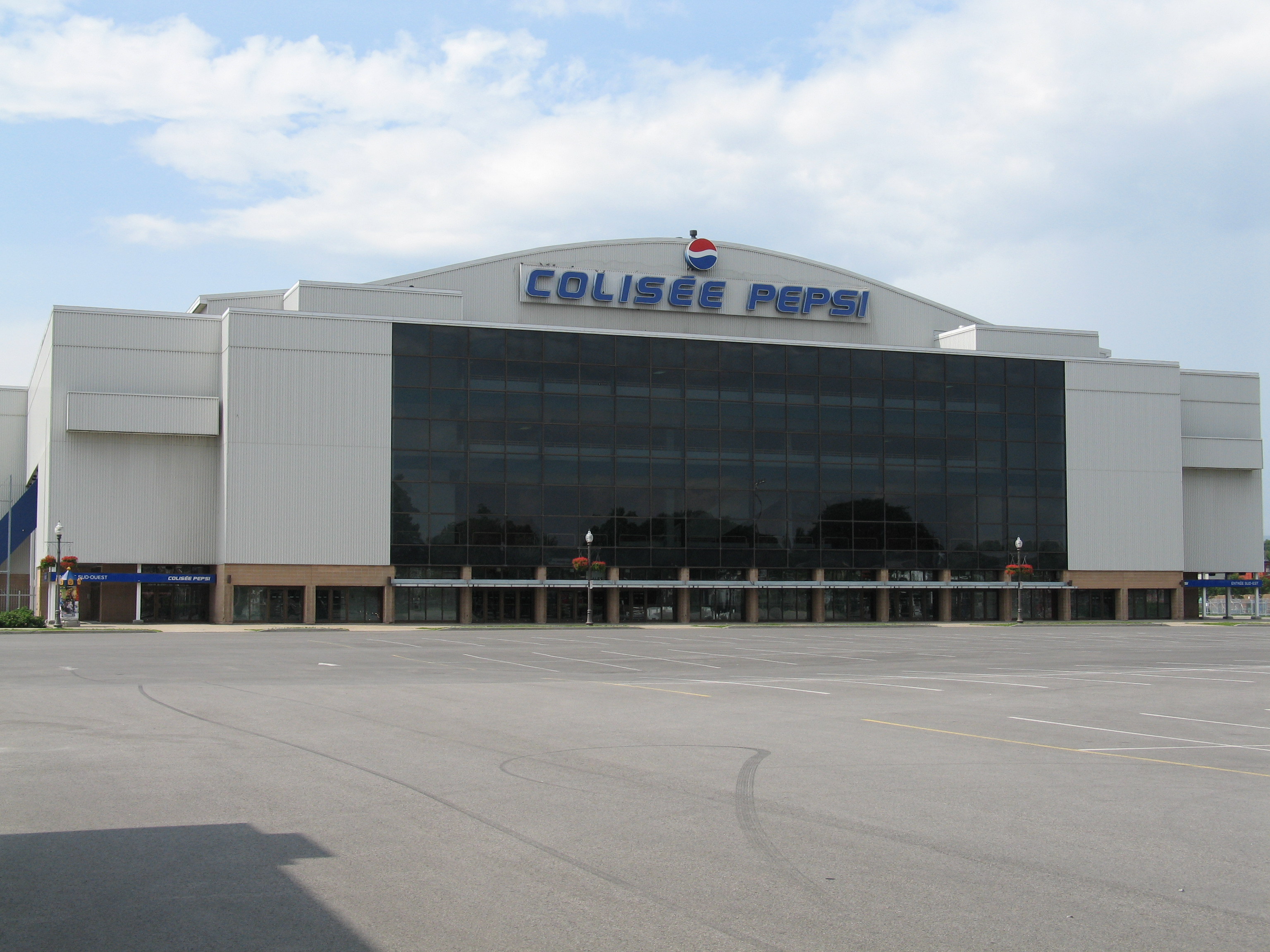
Colisée Pepsi

Colisée Pepsi (znana też jako Pepsi Coliseum oraz Colisée de Québec) to hala sportowa znajdująca się w mieście Québec w Kanadzie. Hala ta została zbudowana w 1950 roku. W 1980 została ona wyremontowana. Obecnie może pomieścić 15 399 kibiców. Na hali tej w latach 1972–1995 swoje mecze rozgrywała drużyna Quebec Nordiques. Oryginala hala Colisée de Québec została wybudowana w 1910. Wtedy na nie swoje mecze rozgrywała drużyna Quebec Bulldogs. W 2008 roku zostały tu rozgrywane mecze Mistrzostw Świata w hokeju na lodzie.